# Murphy Troy
Murphy Edward Troy (St. Louis, 31 de maio de 1989) é um voleibolista profissional estadunidense, medalhista olímpico. 

## Carreira
Murphy Troy membro da seleção estadunidense de voleibol masculino, conquistou a Copa do Mundo de Voleibol Masculino em 2015.
Em 2016, representou seu país nos Jogos Olímpicos de Verão no Rio de Janeiro.